# Turanska nizija
Turanska nizija je nizijski deo srednje Azije i Južnog Kazahstana.

## Opšte informacije
Turanska depresija, Turanska nizija ili Turanski basen je nizija koja se prostire na teritoriji Kazahstana, Turkmenistana i Uzbekistana. Nizijski region leži istočno od Kaspijskog mora i jugoistočno od Aralskog jezera u prostranoj Aralsko-Kaspijskoj depresiji, ali se prostire i na delovima iznad nivoa mora. Jedna je od najvećih peščanih prostranstava na svetu. Region u proseku ima manje od 381 milimetara padavina godišnje. Pustinja Karakum leži u donjem delu Turanske nizije. Tri najveća grada ove regije su: Dašoguz u Turkmenistanu, Nukus u Uzbekistanu i Ugrenč, takođe u Uzbekistanu. Reka Amu Darja teče u jugoistočno-severozapadnom pravcu kroz niziju .

## Geografija
Nizijski region leži istočno od Kaspijskog mora i jugoistočno od Aralskog mora u ogromnoj Aralsko-kaspijskoj depresiji, ali se proteže i na delove iznad nivoa mora. To je jedno od najvećih peščanih prostranstava na svetu, koje pokriva površinu od oko 3 miliona km2. U proseku, region prima manje od 15 in (380 mm) padavina godišnje. Pustinja Karakum leži u južnom delu Turanske nizije.
Deo depresije pored Aralskog mora je bez dreniranja. Uključuje mrežu privremenih potoka koji se obično završavaju u slaništima koji sezonski postaju slana jezera.
Tri najveća grada u Turanskoj depresiji su Dašoguz u Turkmenistanu,, Nukus u Uzbekistanu, i Urganč, takođe u Uzbekistanu. Vpadina Akčanaja u Turkmenistanu je 267 feet (81 meters) ispod nivoa mora. Reka Amu Darja teče u pravcu jugoistok–severozapad kroz niziju.
U pliocenu i pleistocenu, teritorija savremene Turanske depresije bila je dno ogromnog Turanskog mora, koje je pre desetak hiljada godina bilo podeljeno na savremeno Kaspijsko i Aralsko more.

## Granice
- na severu: Turgaj
- na severoistoku: Kazahskij melkosopočnik
- na istoku: kotlina Balhaš-Alakol
- na jugoistoku: Tjen Šan i Pamir
- na jugu: Kopet Dag
- na zapadu: istočna obala Kaspijskog mora
- na severozapadu: Mugodzhar

## Literatura
- „Map of Ecoregions 2017” (на језику: енглески). Resolve, using WWF data. Приступљено 14. 9. 2019.
- Rudmin, Maxim; Kalinina, Natalia; Banerjee, Santanu; Reva, Igor; Kondrashova, Elena; Kanaki, Alexey; Trubin, Yaroslav; Baldermann, Andre; Mazurov, Alexey (2021). „Origin of Oligocene channel ironstones of Lisakovsk deposit (Turgay depression, northern Kazakhstan)”. Ore Geology Reviews. 138. Bibcode:2021OGRv..13804391R. doi:10.1016/j.oregeorev.2021.104391.
- Outlook for the development of underground gasification of coal in the Turgay Basin
- The Geomorphology of the Turgay Trough in Connection with the Problem of Diverting the Water of West Siberian Rivers to Central Asia
- Kumkeshu sand dunes
- Тургайская ложбина
- Tectonic units and division of the South Turgay Basin.
- „Lakes of the lower Turgay and Irgiz”. Ramsar Sites Information Service. Приступљено 21. 8. 2022.
- „M-41 Topographic Chart (in Russian)”. Приступљено 25. 7. 2022.
- Geographical position, geological structure and surface topography of the south of Western Siberia (in Russian)
- Aladin, Nikolay Vasilevich; Gontar, Valentina Ivanovna; Zhakova, Ljubov Vasilevna; Plotnikov, Igor Svetozarovich; Smurov, Alexey Olegovich; Rzymski, Piotr; Klimaszyk, Piotr (27. 11. 2018). „The zoocenosis of the Aral Sea: six decades of fast-paced change”. Environmental Science and Pollution Research International. 26 (3): 2228—2237. PMC 6338704 . PMID 30484051. doi:10.1007/s11356-018-3807-z.
- Bissell, Tom (април 2002). „Eternal Winter: Lessons of the Aral Sea Disaster”. Harper's. стр. 41—56. Приступљено 17. 5. 2008.
- Bissell, Tom (2004). Chasing The Sea: Lost Among the Ghosts of Empire in Central Asia. New York: Vintage Books. ISBN 978-0-375-72754-2.
- Borroffka, Nikolaus G.O. (2010), „Archaeology and Its Relevance to Climate and Water Level Changes: A Review”,  Ур.: Kostianoy, Andrey G.; Kosarev, Aleksey N., The Aral Sea Environment, Heidelberg: Springer-Verlag, стр. 283—303
- Cretaux, Jean-François; Letolle, René; Bergé-Nguyen, Muriel (2013). „History of Aral Sea level variability and current scientific debates”. Global and Planetary Change. 110: 99—113. Bibcode:2013GPC...110...99C. doi:10.1016/j.gloplacha.2013.05.006. Приступљено 8. 6. 2020.
- Ellis, William S (фебруар 1990). „A Soviet Sea Lies Dying”. National Geographic. стр. 73—93.
- Ermakhanov, Zaualkhan K.; Plotnikov, Igor S.; Aladin, Nikolay V.; Micklin, Philip (28. 2. 2012). „Changes in the Aral Sea ichthyofauna and ﬁshery during the period of ecological crisis”. Lakes & Reservoirs: Research and Management. 17 (1): 3—9. Bibcode:2012LRRM...17....3E. doi:10.1111/j.1440-1770.2012.00492.x.
- Ferguson, Rob (2003). The Devil and the Disappearing Sea. Vancouver: Raincoast Books. ISBN 1-55192-599-0.
- Ryszard Kapuscinski, (2019). Imperium. ISBN 9781783785254., Granta.
- Kasperson, Jeanne; Kasperson, Roger; Turner, B.L (1995). The Aral Sea Basin: A Man-Made Environmental Catastrophe. Dordrecht; Boston: Kluwer Academic Publishers. стр. 92. ISBN 92-808-0848-6.
- Bendhun, François; Renard, Philippe (2004). „Indirect estimation of groundwater inflows into the Aral sea via a coupled water and salt mass balance model”. Journal of Marine Systems. 47 (1–4): 35—50. doi:10.1016/j.jmarsys.2003.12.007. Архивирано из оригинала 14. 2. 2008. г. Приступљено 17. 5. 2008.
- Micklin, Philip (2007). „The Aral Sea Disaster”. Annual Review of Earth and Planetary Sciences. 35 (4): 47—72. Bibcode:2007AREPS..35...47M. doi:10.1146/annurev.earth.35.031306.140120.
- Sirjacobs, Damien; Grégoire, Marilaure; Delhez, Eric; Nihoul, JCJ (2004). „Influence of the Aral Sea negative water balance on its seasonal circulation patterns: use of a 3D hydrodynamic model”. Journal of Marine Systems. 47 (1–4): 51—66. Bibcode:2004JMS....47...51S. doi:10.1016/j.jmarsys.2003.12.008. hdl:2268/2793.
- Sun, Fangdi; Ma, Ronghua (14. 6. 2019). „Hydrologic changes of Aral Sea: A reveal by the combination of radar altimeter data and optical images”. Annals of GIS. 25 (3): 247—261. Bibcode:2019AnGIS..25..247S. doi:10.1080/19475683.2019.1626909 .